# Apokolips
 (mai 2017).
Si vous disposez d'ouvrages ou d'articles de référence ou si vous connaissez des sites web de qualité traitant du thème abordé ici, merci de compléter l'article en donnant les références utiles à sa vérifiabilité et en les liant à la section « Notes et références ».
Apokolips est une planète fictive de l'univers DC Comics où règne en maître Darkseid.
Elle fut établie dans la série de comics Le Quatrième Monde de Jack Kirby, et fait partie intégrante de nombreuses histoires du DC Universe. Apokolips est considérée comme l'opposé de la planète New Genesis.
Apokolips est une large planète et une oecuménopole avec des fosses de feu en train de brûler. La guerre qui détruisit les Anciens Dieux et créa New Genesis et Apokolips, sépara le Quatrième Monde du reste de l'univers, le laissant accessible par un seul moyen appelé Tunnel Boom (boom tube).
Il a été révélé que le Tunnel Boom convertissait les individus qui passaient à travers pour correspondre à des proportions adaptées à la destination. Ainsi, quand un New God passe d'Apokolips (ou de New Genesis) vers la Terre, il voit sa taille réduite, alors que quelqu'un qui va dans l'autre sens se verra grandir. Si quelqu'un réussit à atteindre le Quatrième Monde par un autre moyen, il découvrira que ses citoyens sont des géants.

## Histoire fictive
Apokolips et sa brillante contrepartie, New Genesis, ont été engendrées par la destruction de Urgrund, le monde des "Anciens Dieux". Apokolips et New Genesis sont enfermées dans une guerre éternelle, symbolisant la lutte du bien et du mal sur une grande échelle mythique. Apokolips est dirigée par un être bien connu, Darkseid, un sombre chef qui gouverne ses gens opprimés par la force et la peur. Apokolips semble être une terre désolée, high-tech et industrielle.

## Autres médias

### Télévision
- Les deux dernières saisons de Super Friends présentent Apokolips.
- Le Quatrième Monde de Jack Kirby fut très présent dans la dernière saison de Superman: The Animated Series avec Apokolips comme scène principale de plusieurs épisodes. Dans le dernier épisode "Legacy", Superman fait face à Darkseid en combat et réussit à le détrôner, libérant ainsi le peuple d'Apokolips. Mais les citoyens aident Darkseid à récupérer de ses blessures par loyauté divine.
- Dans la série Justice League, Darkseid demande l'aide de la Ligue quand l'ordinateur Brainiac attaque Apokolips.
- Dans la série Smallville, Apokolips est cité quand la cousine de Clark Kent, Kara explique à Oliver Queen que les symboles dessinés sur les murs de la grotte sont originaires d'Apokolips. La planète elle-même apparait à la fin de la série, quand Darkseid tente de l'écraser sur Terre jusqu'à ce que Clark, qui est devenu Superman, batte Darkseid et repousse Apokolips dans l'espace.
- Dans le film d'animation Superman/Batman: Apocalypse, Apokolips y est présentée. Darkseid y amène Kara Zor-El pour la contrôler.
- Apokolips est citée dans l'épisode "Disordered" de la série Young Justice. Elle apparait finalement dans "Endgame", et est le lieu de rassemblement de Vandal Savage, Darkseid, G. Gordon Godfrey et Desaad.